# Сайвун
Сайвун або Сайюн  - місто в провінції Хадрамаут в Ємені, сьогодні найбільше місто в долині Хадвамаут (Ваді-Хадрамаут). 

## Опис міста
Візитною карткою міста і пам'яткою є Палац султана Аль Катірі, спочатку побудований в 19 столітті як форт, а в 1920 році був перебудований під резиденцію султана Аль Катірі. Це одна з найвишуканіших споруд подібного роду в країні. Оточений зеленню пальм і жовтизною круч високий білий колос з красивими синіми вікнами в наші дні служить притулком для краєзнавчого музею, що має велику колекцію археологічних знахідок, предметів декоративно-прикладних промислів і різних предметів і речей, що колись належали місцевим правителям. 
З даху палацу відкривається чудовий вид на місто. Місто також славиться мечетями, найкрасивішими в Ємені і гробницями султанів. Найцікавіші мечеть Al-Haddad, що знаходиться на південь від кладовища і гробниця Al-Habshi, що знаходиться за кладовищем, яка являє собою незвичайну пірамідальну споруду. Прекрасно побродити по старому ринку, де можна купити Madhalla - «ковпак відьми», який носять пастухи в Хадрамауті. За 10 км від міста по дорозі на Тарим праворуч на горі знаходиться могила емігранта Ахмета Бін Ейза. Вона являє собою гарнк білк будівлю на схилі гори з помпезними зиґзаґоподібними сходами. 
У місті працює аеропорт обслуговує і прилеглі міста, наприклад Тарим, звідки здійснюються рейси в Джидду, Абу-Дабі, Сану та ін.

## Історія
У стародавні часи Сейюн був важливим центром на Шляху пахощів. 
Гірське плем'я Хамдані (англ. Hamdani) з околиць Саани розширило володіння до Ваді Хадрамаут і заснували Сайвун в 1494 рік році. Так в XV столітті Сейюн став столицею правителів з роду Катірі. Їх лідером став Амір Бадр Ібн Катірі Таварік, засновник династії Катірі, які як султани правили містом і його околицями з 1516 року. 
З часом султанат Катірі увійшов до складу британського протекторату Аден.
Влітку 1974 року в Сайвуні пройшов перший конгрес жінок Ємену .

## Поштові марки

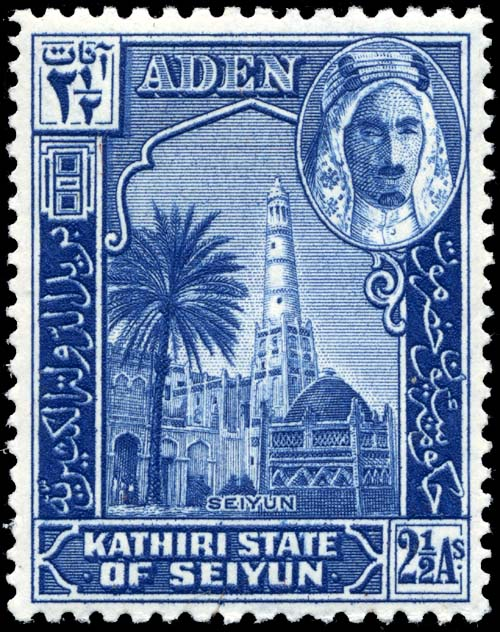
Поштова марка 1942 із зображенням султана і столиці султанату Катірі.

Існують поштові марки, на яких Сайвун позначається як частина держави Катірі.